# Arachnophobia
Arachnophobia ist ein US-amerikanischer Horrorfilm aus dem Jahr 1990. Der dem Subgenre Tierhorror zugeordnete Film zeigt die Angst vor Spinnentieren, die so genannte Arachnophobie. Der Film startete am 10. Januar 1991 in den deutschen Kinos.

## Handlung
Der US-Fotograf Jerry Manley reist nach Südamerika und begleitet dort eine von dem Spinnenexperten Dr. James Atherton angeführte Gruppe von Wissenschaftlern, welche den venezolanischen Dschungel erkundet. In einem tiefen und von der Außenwelt abgeschnittenen Tal nahe einem Tafelberg stößt das Team auf eine neue, äußerst aggressive Spinnenart, von welcher Atherton ein betäubtes Exemplar zu Forschungszwecken mitnimmt. Unbemerkt von der Gruppe gelangt aber noch eine zweite Spinne in den Rucksack von Manley, der im Camp an den Folgen eines Bisses des hochgiftigen Tieres stirbt.
Sein Leichnam wird daraufhin nach Kalifornien überführt – niemand bemerkt jedoch, dass die Todesspinne im Sarg des Mannes mitreist. In Manleys kalifornischer Heimatstadt Canaima kann das Exemplar entkommen, nachdem es während der Reise vom „Lebenssaft“ des Fotografen gezehrt hatte. Gleichzeitig mit der Spinne gelangt auch der Allgemeinmediziner Dr. Ross Jennings mit seiner Familie nach Canaima, um dort die Stelle als Arzt zu übernehmen. Was der Spinnen-Phobiker Jennings aber nicht ahnt: die venezolanische Todesspinne ist über Umwege auf dessen Anwesen gelangt und hat sich dort mit einer einheimischen Spezies gepaart. Dadurch entstand eine sehr aggressive Hybride, welche verschiedene Stadtbewohner angreift und tötet.
Die auftauchenden Spinnenbissleichen bringen Jennings auf den Plan, der durch unglückliche Verkettung teilweise selbst in Verdacht gerät, die Toten auf dem Gewissen zu haben. Mit der Zeit kommt er aber den Hybrid-Spinnen auf die Schliche und alarmiert Atherton als Spezialisten. Gemeinsam und nach Aufdeckung der Verbindung von Manley zu Canaima kommt das Team den Spinnen auf die Spur. Demnach steht das im Sarg eingeschleppte Männchen aus dem Dschungeltal, welches als geschlossenes Ökosystem angesehen werden muss, an der Spitze der dortigen Nahrungskette. Zum eigenen Schutz und zur Absicherung der Brut, der eigentlichen Nachkommenschaft, werden gleichzeitig giftige Soldatenspinnen gezeugt, die sich ähnlich wie Bienendrohnen verhalten. Allerdings könnte bereits die nächste Generation der Spinnen über Fortpflanzungsorgane verfügen und wäre damit nahezu unaufhaltbar.
Gemeinsam mit dem Kammerjäger Delbert McClintock entdecken die Jennings, dass ausgerechnet der geliebte Weinkeller ihres Hauses zum Nest für die Brut ausgewählt wurde. Die drei begeben sich auf eine tödliche Jagd, um die Vermehrung und damit Ausbreitung der Spinnenart zu verhindern. Dabei entdecken sie in der Scheune den toten Atherton: er war offensichtlich zu voreilig und wurde von der Mutterspinne zu Tode gebissen.
Dr. Jennings schafft es mithilfe von McClintock, seine Familie aus dem inzwischen von den Hybrid-Spinnen überrannten Haus zu befreien, stürzt dabei aber in den verbarrikadierten Weinkeller. Hier entdeckt er zufällig das Brutnest der nächsten Generation – sowie das Muttertier und das venezolanische Spinnenmännchen, welches im Film als General bezeichnet wird. Im Finale gelingt es Jennings in dem teilweise in Flammen aufgegangenen Keller, die Mutterspinne durch einen Wurf gegen den Sicherungskasten auszuschalten sowie den (inzwischen auch brennenden) General mit Hilfe diverser wertvoller geworfener Weinflaschen und einer Nagelpistole zu vernichten. Gleichzeitig kann McClintock die restlichen Hybrid-Spinnen unschädlich machen, womit die Gefahr endgültig beseitigt wird.
In der letzten Szene werden die Jennings gezeigt, welche inzwischen nach San Francisco gezogen sind und von einem ruhigeren Leben träumen. Kurz darauf ereignet sich dort ein Erdbeben.

## Hintergrundinformationen

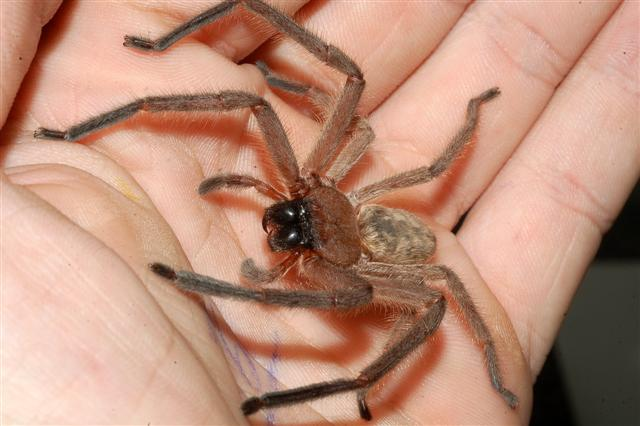
Die neuseeländische Delena cancerides wurde für die Filmaufnahmen genutzt.

- Die tierischen Hauptdarsteller des Filmes waren Avondalespinnen (Delena cancerides), eine harmlose Spinnenart, die in Neuseeland beheimatet ist. Trainiert wurden sie von Steven R. Kutcher, der 2002 die Spinnen für Spider-Man trainierte.
- Die Stadt, in der die Szenen gedreht wurden, heißt Cambria, und befindet sich im San Luis Obispo County (Kalifornien). Der Städtename „Canaima“ leitet sich vom Canaima-Nationalpark in Venezuela ab, in dem der erste Teil des Films gedreht wurde.
- Das Produktionsbudget von 31 Millionen US-Dollar wurde allein in den USA, wo der Film 53 Millionen US-Dollar einspielte, wieder eingenommen.[1]
- Die Maskeneffekte stammen von Oscar-Preisträger Chris Walas.

## Auszeichnungen
5 Saturn-Award-Nominierungen, davon 2-mal ausgezeichnet
- Bester Hauptdarsteller (Jeff Daniels)
- Bester Horrorfilm
- Beste Regie
- Bester Nebendarsteller (John Goodman)
- Bestes Drehbuch

2 Young-Artist-Award-Nominierungen
- Beste jugendliche Nebendarstellerin (Marlene Katz)
- Bester unterhaltsamer Jugendfilm Komödie/Horror

## Kritiken
„Ein Horrorfilm, der dem brutalen Schock den sanften Schauder vorzieht und dabei klassische Vorbilder perfekt aufbereitet.“

„Eine brillante Mischung aus skurrilem Humor und Spinnen-Horror mit verblüffenden Effekten, raffinierter Technik und guten Darstellern. Also: Spannung und Unterhaltung vom Feinsten. Aber wen wundert's: Im Hintergrund stand Steven Spielberg mit seiner Produktionsfirma Amblin Entertainment!“

## Neuauflage
Im Juni 2018 wurde bekanntgegeben, dass ein Remake von Arachnophobia geplant ist. Als Produzent fungiert James Wan. Regisseur soll Christopher Landon werden, der auch als Drehbuchautor in Erscheinung tritt (Stand März 2023).